# Litsea martabanica
Litsea martabanica (Kurz) Hook.f. – gatunek rośliny z rodziny wawrzynowatych (Lauraceae Juss.). Występuje naturalnie w Mjanmie, Tajlandii oraz południowych Chinach (w południowej części Junnanu). 

## Morfologia
PokrójZimozielone drzewo dorastające do 12 m wysokości. Młode pędy są owłosione i mają brązowożółtawą barwę.
LiścieNaprzemianległe. Mają eliptyczny kształt. Mierzą 8–16 cm długości oraz 3,5–6 cm szerokości. Nasada liścia jest klinowa. Blaszka liściowa jest o długo spiczastym wierzchołku. Ogonek liściowy jest owłosiony i dorasta do 10–20 mm długości.
KwiatySą niepozorne, jednopłciowe, zebrane po 5 w baldachy, rozwijają się w kątach pędów. Okwiat jest zbudowany z 6 listków o podłużnym kształcie i żółtej barwie. Kwiaty męskie mają 9 owłosionych pręcików.
OwoceMają podłużny kształt, osiągają 10–15 mm długości i 5–6 mm szerokości, mają czarną barwę.

## Biologia i ekologia
Roślina dwupienna. Rośnie w lasach oraz zaroślach. Występuje na wysokości od 750 do 2000 m n.p.m. Kwitnie od października do listopada, natomiast owoce dojrzewają od czerwca do lipca.